# 변홍규
변홍규(卞鴻圭, 일본식 이름: 卞田鴻圭, 1899년 5월 28일 ~ 1976년 7월 27일)는 한국의 감리교 목사이다.

## 생애
충청남도 천안에서 출생했다. 선교사의 권유로 공주의 감리교 계열 학교인 공주영명학교에 진학하여 1913년에 졸업했다. 이후 만주로 건너갔고, 여운형을 통해 대한민국 임시정부의 김규식을 만났다. 김규식의 조언에 따라 중국에서 덕화서원을 졸업하고 다시 미국 유학을 떠났다.
1926년 미네소타주의 햄린 대학교를 졸업한 뒤 1928년 드루 신학교에서 구약학을 전공하여 신학석사 학위를 취득했다. 1929년 목사 안수를 받았고, 1931년에는 신학박사 학위를 받았다. 학업 마치고 1933년까지 하와이주 호놀룰루의 한인 교회에서 담임 목사로 근무했다.
이후 귀국하여 1934년에 감리교신학대학교의 교수로 임용되었고, 1939년에는 이 학교의 제6대 교장에 취임하였다. 한국인 최초의 감리교신학대학교 교장이었다. 그러나 1940년 6월에 반일 전단이 교정에서 발견되는 사건이 발생해 교장인 변홍규는 기숙사 사감과 함께 구속되었고, 학교는 문을 닫았다.
6개월 후 석방된 뒤 1943년까지는 종교교회에서, 이후에는 동대문교회에서 목회를 했다. 종교교회 재직 중 정춘수가 주도한 혁신교단의 통리로 김영섭 대신 추대되었다.
광복 후에는 교단 내 친일 청산에 적극적이었던 재건파에서 활동 했다. 재건파는 일제 말기 실세였던 정춘수에게 소외되었던 이들이 중심이 되었으며, 친일 경력을 가진 교역자들의 사퇴를 요구했다. 변홍규는 감리교신학대학교를 재건하여 1946년 다시 교장에 취임했고, 1948년에 남산교회 담임목사를 맡았다. 1967년에는 여러 파벌이 얽혀 복잡에 상황에 놓인 기독교대한감리회의 제10대 감독으로 피선되었다.
1970년 퇴직한 뒤 미국으로 이주해 로스앤젤레스와 콜로라도주 덴버에서 활동하다가 사망했다.

## 사후
보수주의 신학자로서 일상 생활에서도 경건주의 원리를 철저히 실천하여 "성서를 읽는 것과 기도하는 것밖에 모르는 분"이라는 평가가 남아 있다. 학생들이 변홍규를 성인이라는 뜻의 "세인트 변"이라는 별명으로 불렀다는 일화도 있다.
2008년 발표된 민족문제연구소의 친일인명사전 수록예정자 명단 중 종교 부문에 선정되었다.
며느리 정은득은 어머니에게서 물려받은 고아원을 오랫동안 운영한 사회복지 전문가이다.

## 같이 보기
- 감리교신학대학교
- 혁신교단
- 남산교회

## 참고자료
- “변홍규(卞鴻圭)”. 한국감리교인물사전. 2008년 4월 3일에 확인함.[깨진 링크(과거 내용 찾기)]
- “前監理敎監督 卞鴻圭牧師” (PDF). 동아일보. 1967년 7월 30일. 7면면. 2008년 4월 3일에 확인함.[깨진 링크(과거 내용 찾기)]